# Simochromis pleurospilus
Simochromis pleurospilus är en fiskart som beskrevs av Nelissen, 1978. Simochromis pleurospilus ingår i släktet Simochromis och familjen Cichlidae. IUCN kategoriserar arten globalt som livskraftig. Inga underarter finns listade i Catalogue of Life.